# Tokyo Necro
Tokyo Necro (凍京NECRO＜トウキョウ・ネクロ＞) es una novela visual japonesa desarrollada por Nitroplus para Windows. Fue lanzada el 29 de enero de 2016. El guion fue escrito por Shimokura Vio y Makoto Fukami, y el arte fue realizado por Oosaki Shinya. La banda sonora fue compuesta por ZIZZ Studio y cuenta con canciones de Masatoshi Ono, Vertueux y Sakura Tange.
El 3 de julio de 2022, JAST USA anunció una localización al inglés del juego. Salió el 13 de marzo de 2023.